# ガールスカウト日本連盟
公益社団法人ガールスカウト日本連盟（ガールスカウトにほんれんめい、英: Girl Scouts of Japan）は、日本においてガールスカウト運動を普及し、少女と若い女性が自分自身と他の人々の幸福と平和のために責任ある市民として、自ら考え、行動できる人となれるようにすることを目的とする公益社団法人である。1920年代にイギリス支部の女子補導会として始まった「日本女子補導団」の後身。

## 沿革

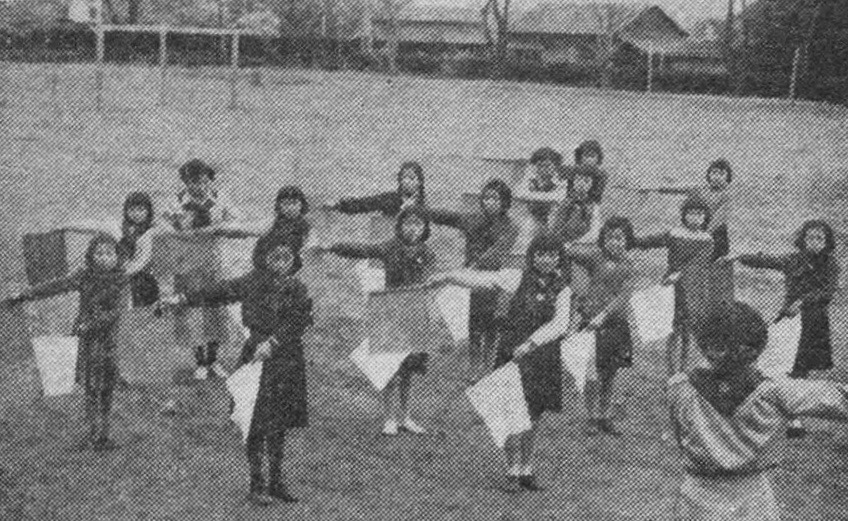
ガールスカウト栃木第10団（1953年）

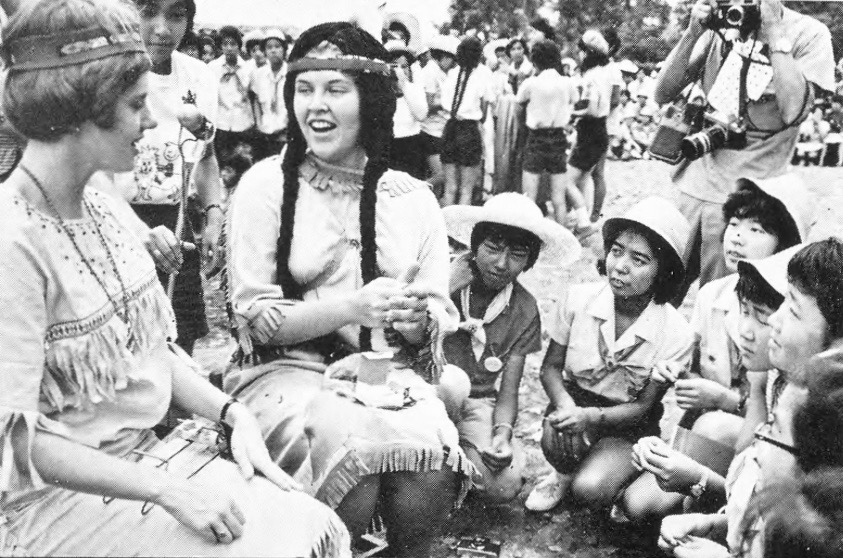
外国のガールスカウトとの交流（1965年）

- 1919年（大正8年） - ミス･グリーンストリート来日、ガールガイド運動を伝える。
- 1920年（大正9年） - 日本女子補導団東京第1組誕生。
- 1923年（大正12年） - 日本女子補導団設立。初代総裁に林富貴子（田嶋竹之助長女、林博太郎妻）。
- 1926年（大正15年） - 第4回国際協議会参加。
- 1928年（昭和3年） - ガールガイド・ガールスカウト世界連盟の創立会員となる。
- 1942年（昭和17年） - 日本女子補導団解散。
- 1947年（昭和22年） - 日本ガールスカウト中央準備委員会発足。
- 1948年（昭和23年） - 戦後初、文部省主催青少年指導者講習会参加。
- 1949年（昭和24年） - 第1回全国総会開催､ガールスカウト日本連盟発足。
- 1951年（昭和26年） - 中央青少年団体連絡協議会結成に参加。
- 1952年（昭和27年） - 社団法人として認可、第14回世界会議戦後初参加、ガールガイド・ガールスカウト世界連盟に凖加盟。
- 1960年（昭和35年） - 第17回世界会議にてガールガイド・ガールスカウト世界連盟正加盟を承認される。戸隠キャンプセンター竣工。
- 1963年（昭和38年） - アジアキャンプ大会開催、皇太子妃美智子が来臨。
- 1966年（昭和41年） - 第19回世界会議を東京にて開催、皇太子妃が来臨。
- 1970年（昭和45年） - 国際青年会議、国際キャンプ、日本文化移動教室､万博ラリーを開催。国際キャンプ、万博ラリーに皇太子妃来臨。
- 1973年（昭和48年） - プログラムおよび制度の大改訂実施。
- 1974年（昭和49年） - アジア太平洋国際キャンプ開催、皇太子妃来臨。
- 1980年（昭和55年） - 60周年記念キャンプ開催、皇太子妃、紀宮清子内親王と共に来臨。
- 1984年（昭和59年） - ガールスカウト会館竣工。
- 1985年（昭和60年） - マレーシアにTOFS発足。
- 1990年（平成2年） - シニア全国キャンプ開催、紀宮内親王来臨。
- 1991年（平成3年） - 定款改訂、組織再編成。
- 1992年（平成4年） - アジア太平洋地域ヤングリーダーシンポジウムに紀宮内親王来臨。
- 1993年（平成5年） - ガールガイド・ガールスカウト世界連盟平和提唱発表。日本連盟ピースパックプロジェクト開始。
- 1995年（平成7年） - ガールスカウト日本連盟75周年記念 国連難民高等弁務官緒方貞子氏講演会開催。
- 1999年（平成11年） - 第30回世界会議で、国連難民高等弁務官事務所から感謝賞受賞。
- 2000年（平成12年） - 戸隠ガールスカウトセンター竣工に紀宮清子内親王来臨。
- 2002年（平成14年） - 特定公益増進法人であることの認定を受ける。
- 2004年（平成16年） - ピースパックプロジェクト10周年記念事業「ピースフォーラム」開催・ガールスカウト会館20周年記念事業「平和に関する講演会」開催。国連難民高等弁務官事務所から感謝の盾を授与。
- 2005年（平成17年） - 愛知万博に参加。日本連盟ピースパックプロジェクトⅡ開始。
- 2010年（平成22年） - ガールスカウト運動90周年（日本連盟）、全国一斉イベントが各支部で開催される。ガールガイド・ガールスカウト運動100周年（世界連盟）、ピースプロジェクト「Greener×Greener」開始。
- 2012年（平成24年） - 公益社団法人の認定を受け移行、全国47支部が都道府県連盟に変更。

## 事業内容
1. ガールスカウト運動の普及及び広報
2. 少女の心身発達に資する教育プログラムの策定と実施
3. 指導者の育成
4. ガールスカウト運動を通じて、豊かな人間性を涵養し、よりよい社会の形成に資する事業
5. 国際相互理解の促進及び国際協力業
6. 地球環境の保全及び自然環境の保護とその教育
7. ガールスカウト運動に必要な図書、雑誌の刊行ならびに電子媒体による情報の発信
8. ガールスカウト運動に必要な施設の設置及び管理運営に関する事業
9. ガールスカウト運動に必要な需品の製作及び頒布

## 理念
”わたしが変わる。未来が変わる。”

### 3つの大切なこと
1. 自己啓発 - 興味をもったことに挑戦し、自分で考えて実行をする力を身につける。
2. 人とのまじわり - さまざまな人との交流を通じて、お互いを尊重しあうことを学ぶ。
3. 自然とともに - 野外活動を通じていのちや自然の大切さを身近に感じる。

### やくそくとおきて

#### やくそく
”私は神（仏）に対するつとめを行い地域と国と世界への責任を果たし人に役立つことを心がけガールスカウトのおきてを守ります。”
やくそくの時は三本の指を揃え肩の位置まで上げサインをする。

#### テンダーフットやくそく
- わたくしは　ガールスカウトです。
- わたくしは　よくみて　よくききます。
- そして　みんなと　なかよくします。

#### おきて
- 私はいつも明るく、勇気をもちます。
- 私はいのちあるものを大切にします。
- 私はすべての人の友達となり、他のガールスカウトとは姉妹です。
- 私は礼儀を正しくします。
- 私は時間と資源を大切に使います。
- 私は自分で考え行動します。
- 私は言葉と行いに責任をもちます。
- 私は誠実であるように努めます。

#### モットー
”そなえよ つねに”　（テンダーフットのモットーは”いつも にこにこ”）

## 組織

### 地域組織
47都道府県連盟があり、活動拠点である団は全国で1,115カ団ある。（2014年3月31日現在）

## 活動内容

### 主な活動
- 団での活動
定期的に行われる集会の参加、地域の特色を生かした活動のほか、少女の興味に合わせた活動など。
- 地域での活動
市町村、都道府県の団が集まって一緒に活動する機会があり、部門別でのキャンプを開催するほか、市町村のお祭りへの参加など
- 全国での活動
シニア全国キャンプやレンジャー・ヤングリーダーキャンプ、世界の問題について話し合う活動”ギャザリング”など
- 世界での活動
世界146の国と地域にいる1000万人のガールスカウトの少女達とともに活動する機会のほか、国際連合（UN）関連の会議への参加など

### 部門と育成目標
- テンダーフット（就学1年前） - 豊かな感性をもつ
- ブラウニー（小学校1-3年生） - 自分を表現する
- ジュニア（小学校4-6年生） - 仲間と協力する
- シニア（中学生） - 体験を通して自分を見いだす
- レンジャー（高校生） - 責任ある立場で自分を生かす
- 成人会員（18歳以上） - 創造的な生き方を目指す

### 制服
通常活動時（普通集会、募金など）における服装は紺のサファリハットに白の長袖ブラウス（夏は半袖）、チェックの巻きスカート風キュロット、紺のハイソックス（夏は白のソックス）に冬はカーデガンを着用する。
左肩の真下には所属する都道府県連盟と団番号、左胸ポケットの上には内側から世界連盟・日本連盟のピンを留め、紺のソックスには日本連盟のプリントが入る。更に、リーダー（指導者）はリーダー資格を表すとされるリーダーピンを着用する。
式典の出席時など正装時には紺の技能帯に活動進歩を表す「バッジ」と呼ばれるワッペンと技能帯ピンを着用する。
また、部門に応じたデザインのチーフを日本連盟章の付いたチーフリングで留める。
- テンダーフット - 黄色に葉や蝶のデザイン
- ブラウニー - 赤色に白のライン
- ジュニア - 茶色に白のライン
- シニア - 緑色に白のライン
- レンジャー - 紺色に白のライン
- 成人 - 水色に白のライン又は紺色のネクタイ

野外活動時の服装はキャンプユニフォームと呼ばれ、キャンプ以外においてもハイキングなどで使われる。白いポロシャツに私服の長ズボン、紺のサファリハット（グレーまたはベージュのチューリップハット）を着用する。行事によっては指定の制服やチーフがある。

#### 旧制服
通常活動時における制服は水色を基調としたデザインで、水色のベレー帽に水色の長袖ブラウス（夏は白のブラウス）、ボックススカートまたはジャンパースカート、紺のハイソックス（夏は白のソックス）、冬は寒さにより紺のカーデガンを着用する。
ベレー帽の正面には日本連盟の帽章を、左腕の付近に所属する都道府県・団番号を、左胸ポケットの上に世界連盟と日本連盟のピンを付け、ソックスには日本連盟章の刺繍が入る。
その他、式典への出席時など正装時には技能帯にバッジを付け、水色の帯をたすき掛けのようにして着用する。また、部門に応じたデザインのチーフを日本連盟章の付いたリングで留める。チーフは所属する部門により下記の仕様になっている。
- ブラウニー - 白地に赤色のライン
- ジュニア - 白地に茶色のライン
- シニア - 白地に緑色のライン
- レンジャー - 白地に紺色のライン

キャンプユニフォームは水色のシャツまたは白いポロシャツ、グレーのチューリップハットには右側に日本連盟章のプリントが入る。紺色のキュロットスカートまたはバミューダパンツ、紺または白の靴下。
開催行事によっては行事指定の制服やチーフがある。
ガールスカウトの制服はガールスカウトではない部外者に販売することは禁止されており、ネットオークション等の販売も禁止事項である。
ガールスカウトを退団する際に、着なくなった制服は団に返却、または各自治体の処理法に基づいて処分する。日本連盟の許可なく、テレビなどの公共の場においてタレントなどがガールスカウトの制服を着用することは禁止されており、アニメやゲームに登場させるキャラクターの場合でも同様である。
またガールスカウトジェニーの販売権も日本連盟に帰属しており、連盟が指定する店舗以外で販売する事は出来ない。

## 機関誌
- ガールスカウト活動情報誌『Girl Scouting』（年3回）
- 成人のためのガールスカウトマガジン『OLAVE』（年2回）

## 日本のガールスカウト出身の著名人
- 小池百合子（政治家）
- 近藤春菜（芸人）
- 渕崎ゆり子（声優）
- 酒井美紀（女優）
- 中山エミリ（タレント）
- 吹石一恵（女優）
- 奥華子（歌手）